# Castillo de Villesavin

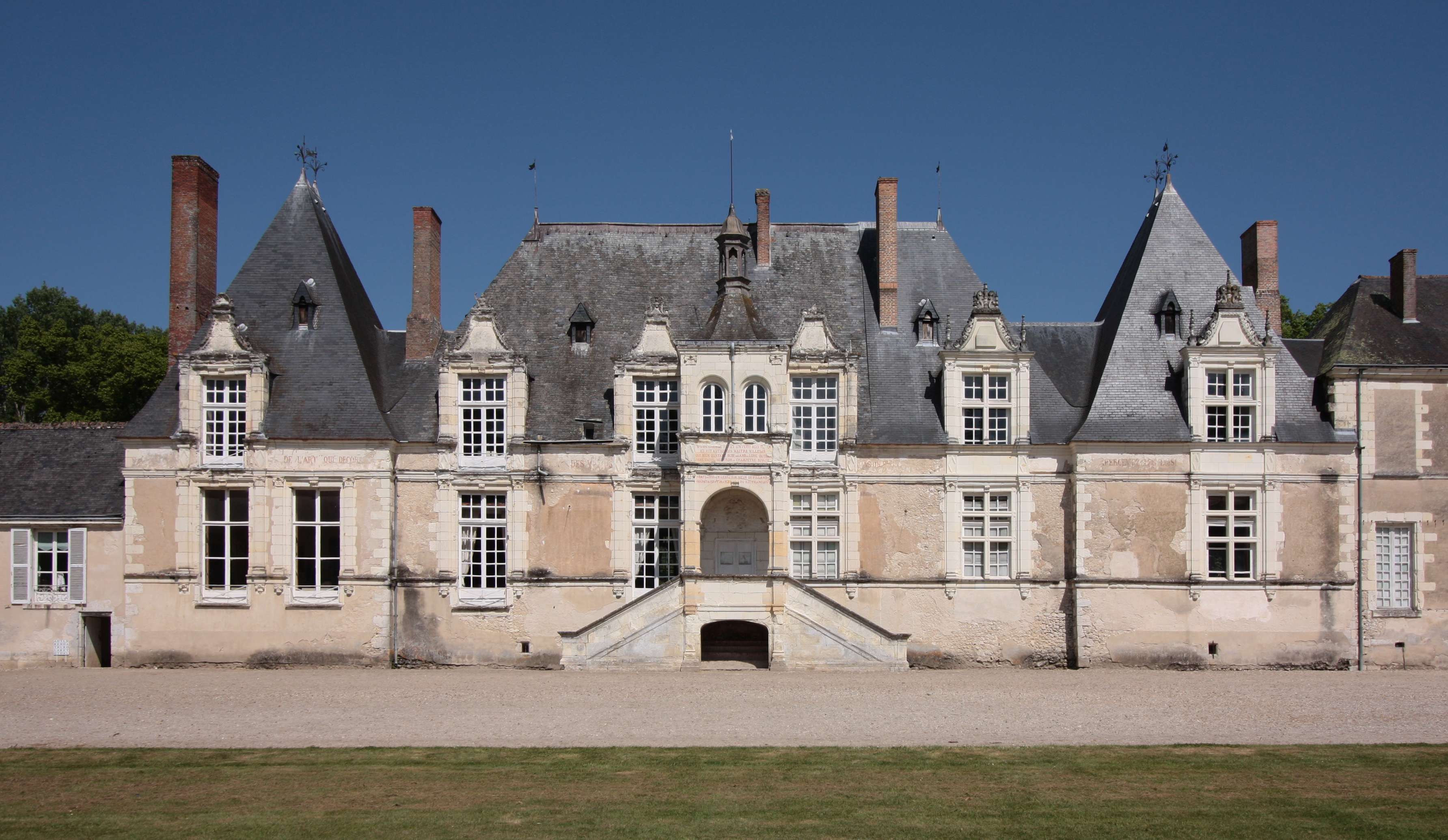
Vista desde la entrada norte del castillo.

El castillo de Villesavin —en francés: Château de Villesavin— es un castillo francés situado en la comuna de Tour-en-Sologne, departamento de Loir-et-Cher, a unos 17 km de Blois, a 9 km de Chambord y a 6 km de Cheverny. Es Monumento histórico de Francia desde el 10 de julio de 1959 y pertenece al conjunto monumental de los castillos del Loira.

## Historia
Fue construido entre 1527 y 1537 por Jean le Breton, señor de Villandry y secretario de Finanzas del rey Francisco I y encargado de realizar los pagos de la importante labor de Chambord.